# 대전지방기상청
대전지방기상청(大田地方氣象廳, Daejeon Regional Office of Meteorology)은 대전광역시, 세종특별자치시, 충청남도의 기상에 관한 사무를 관장하는 대한민국 기상청의 소속기관이다. 1992년 3월 13일 발족하였으며, 대전광역시 유성구 대학로 383에 위치하고 있다. 청장은 부이사관·서기관 또는 기술서기관으로 보한다.

## 직무
- 관할지역 기상예보의 종합·조정 및 예보자료의 수집·분석
- 관할지역 예보[2]·특보[3]의 생산·통보 및 사후 분석
- 소속기관 예보자료의 생산·지원
- 지역예보기술의 연구개발
- 기상에 관한 상담업무
- 관할지역 기상관측 및 기후정보업무의 지도
- 지역기상관측업무 및 위탁관측업무의 관리
- 지역기상자료의 수집·분배 및 기후자료의 통계
- 지역 기상산업진흥에 관한 사항
- 기상자료의 증명·제공 및 보급
- 기상관측[4]·예보·전산·통신장비의 검정·운영 및 유지·관리
- 지방종합기상정보망의 관리·운영
- 국지기상자료의 전산처리 및 전산기법의 개발
- 기후정보의 생산·보급 및 기상지식의 보급
- 보안·문서관리·인사·예산회계 및 물품·국유재산관리에 관한 사항
- 소속기관에 대한 업무의 지휘·감독

## 연혁
- 1949년 12월 16일: 국립중앙관상대 소속으로 대전출장소 설치.[5]
- 1963년 2월 12일: 중앙관상대 소속 대전측후소로 개편.[6]
- 1964년 5월 27일: 대전측후소 폐지.[7]
- 1966년 11월 5일: 중앙관상대 소속으로 청주측후소를, 인천측후소 소속으로 서산출장소 설치.[8]
- 1968년 12월 19일: 중앙관상대 소속으로 대전측후소 및 관악산기상레이더관측소 설치. 서산출장소를 대전측후소의 소속기관으로 편입.[9]
- 1970년 7월 18일: 서산출장소를 서산측후소로 승격. 청주측후소 소속으로 제천·보은·음성·충주·괴산·진천·영동분실을, 대전측후소 소속으로 금산·유성·아산·홍성·당진·부여·보령·논산분실을 설치.[10]
- 1978년 4월 15일: 음성·괴산·진천·영동·홍성·당진·논산분실 폐지.[11]
- 1982년 1월 1일: 서산·청주·대전측후소를 중앙기상대 소속으로 변경.[12]
- 1985년 7월 2일: 관악산기상레이더관측소를 기상연구소로 이관. 보령분실을 서산측후소 소속으로 이관. 유성분실 폐지. 충주·제천·보은·금산·부여·아산·보령분실을 충주·제천·보은·금산·부여·아산·보령기상관측소로 개편. 부산지방기상대로부터 추풍령측후소를 이관받아 청주측후소 소속 추풍령기상관측소로 개편.
- 1987년 1월 1일: 아산·보령기상관측소를 온양·대천기상관측소로 개편.[13]
- 1987년 12월 15일: 대전측후소를 대전지방기상대로 승격시키고 청주·서산측후소를 소속기관으로 편입. 온양기상관측소를 서산측후소로 이관.[14]
- 1990년 12월 27일: 기상청 소속으로 변경.[15]
- 1992년 3월 13일: 대전지방기상청으로 개편하고 온양기상관측소를 직속기관으로 편입. 청주·서산측후소를 청주·서산기상대로 개편.[16]
- 1995년 2월 24일: 온양·대천기상관측소를 아산·보령기상관측소로 개편.[17]
- 1998년 2월 28일: 관악산기상레이더관측소를 대전지방기상청 소속으로 이관.[18]
- 1999년 1월 1일: 아산기상관측소를 천안기상관측소로 개편.[19]
- 2000년 7월 27일: 충주·추풍령기상관측소를 충주·추풍령기상대로 개편. 제천기상관측소를 충주기상대의 소속기관으로 편입. 관악산기상레이더관측소 폐지.[20]
- 2004년 2월 17일: 소속기관으로 관악산기상레이더관측소 설치.[21]
- 2008년 10월 22일: 천안·보령기상관측소 및 관악산기상레이더관측소를 천안·보령기상대 및 관악산기상관측소로 개편. 부여·금산·보은·제천기상관측소 폐지.[22]
- 2010년 4월 13일: 관악산기상관측소 폐지.[23]
- 2015년 1월 6일: 소속기관으로 홍성기상대 설치. 천안·서산·보령·충주·추풍령기상대 폐지.[24]
- 2015년 6월 9일: 청주기상대를 청주기상지청으로 개편.[25]

## 관할구역
- 대전광역시
- 세종특별자치시
- 충청남도

## 조직

### 청장
- 기획운영과[26]
- 예보과[27]
- 관측과[26]
- 기후서비스과[28]

### 소속기관
- 기상지청[27]
  - 청주기상지청
- 기상대[26]
  - 홍성기상대